# 権利の請願
権利の請願（けんりのせいがん、英：Petition of Right）とは、1628年に当時のイングランドの議会から国王チャールズ1世に対して出された、議会の同意無しでは課税などをできないようにした請願のこと。マグナ・カルタ（大憲章）・権利の章典とともにイギリスの憲法を構成する重要な基本法として位置づけられている。

## 前史
イングランドではテューダー朝の成立以後、行政権の拡張と国王大権の強化が図られた。こうした行政権の拡張はその裏付けとなる財政支出の増加を伴ったため、大憲章などを盾に国民への課税の制限を求める議会との間で緊張が高まった。エリザベス1世は非生産的な宮廷経費の抑制を行うことで、国王大権を阻害することなく議会との妥結を図ろうとした。
ところが、1603年のエリザベス1世の死でテューダー朝が断絶し、隣国スコットランドを治めるステュアート朝からジェームズ1世が新国王に迎えられると、イングランドとスコットランドの国制のギャップから、新国王によるイングランドの法慣習無視が相次いで行われた。更に、生涯独身を貫いたエリザベス1世と違い、妻子を抱えた新国王の宮廷財政は急激に膨張していった。そこで1610年にジェームズ1世と議会が妥協して、国家財政の一部を国民が負担するとする「大契約」が提示されたが失敗に終わり、以後国王と議会の確執が深まった。
1625年、ジェームズ1世が死去して次男チャールズ1世に王位が移っても状況は変わらなかった。むしろ腹心バッキンガム公ジョージ・ヴィリアーズの意見を聞いてスペインやフランスと開戦し敗北したために、財政は破綻寸前に追い込まれた。そこでスペイン遠征後に議会を召集して、臨時の徴税の許可を議会に求めたものの、議会は無謀な出兵を勧めたバッキンガム公の政治責任を追及する構えを見せた。そのためチャールズ1世は議会を解散して、以後国王大権の名の下に強制公債や献上金の強制、関税引き上げを行い、戦時を理由とした軍人・兵士の民家への強制宿泊や軍事裁判の一般への強行などが行われた。

## 権利の請願
そんな中で1628年3月議会が再開されたが、その中には強制公債を拒否して投獄された27人の議員を含んでいた。議員達はトマス・ウェントワース（後のストラフォード伯爵）、ジョン・ピム、ジョン・ハムデンらを指導者として国王の責任を追及すると同時に臣民の自由と権利の再確認を求める法案を提出しようとした。だが、思想家・法学者として著名であった元庶民院議長エドワード・コークは、法案として提出すると却って国王の態度が硬化すると考えて、より穏便な「請願」の形式を取る事となった。
全11条からなるこの請願は、まず大憲章以来のイングランドの法制史を語って、昨今の法律には伝統的なイングランド法に対する違反があると指摘し、これを解消するための請願が出されている。
1. 何人も議会の同意無しに贈与・公債・献上金・租税などの金銭的負担を強要されず、またこれを拒否した事を理由としていかなる刑罰や苦痛をうけることが無い事。
2. 自由人は理由を示されずに逮捕・投獄をされない事。
3. 住民はその意思に反して、軍人や兵士を彼らの住居に宿泊させる事を強制されない事。
4. 平時における軍法による一般人の裁判は撤回され、判決は無効とされる事。

これは旧来からイングランド国民に保障されていた権利の再確認のための請願で、王位の継承が王家に相続されるものであるように、権利や自由は私有財産と同様イギリス国民に相続されているものであることを確認するものである。
国王大権が議会法に制約されること、イングランド国民は不当な権利侵害から守られていることを明確にした点、そして権利や自由が相続財産であるとみなされるということを明確にした点において、後世に大きな影響を与えた。これを契機に、イギリス国王といえども「法＝コモン・ロー」の下にあると「法の支配」の概念がコークにより明確化された。また、18世紀になって自由や権利は相続財産であるという点は、保守主義の哲学としてエドマンド・バークにより理論化された。
チャールズ1世は権利の請願を拒絶しようとしたが、貴族院もこの請願に同調する動きを見せた事、バッキンガム公にこれ以上非難の矛先が向かう事を憂いた事、財政悪化の中でこれ以上の議会の対立を避けるために一旦は承認して、法律としての効力を持つに至った。ところが、請願の承認直後にバッキンガム公が暗殺されると、チャールズ1世の態度は再び硬化して、翌1629年になると国王大権を盾にこれを事実上廃止して、抗議をする議会を解散した。更にバッキンガム公の死を機に、国王側との和解を図るべきだと唱えて議会内部で孤立したウェントワースをストラフォード伯に叙任して取り込み、カンタベリー大主教ウィリアム・ロードと並ぶ側近に取り立て親政に踏み切った。
親政によってイングランド国民に更なる重税と社会不安が広がり、これに対する議会・国民の反感が13年後に清教徒革命（イングランド内戦）と言う形で爆発することになった。